# Wilhelm von Goerne
Georg Wilhelm von Goerne, auch von Görne (* 28. März 1869 in Wallbruch bei Deutsch-Krone; † 8. April 1941 ebenda) war ein preußischer Oberst und ehrenhalber Generalmajor der Wehrmacht. Er war Träger des Pour le Mérite mit Eichenlaub.

## Leben
Wilhelm von Goerne entstammt dem Adelsgeschlecht von Goerne. Er war ein Sohn von Georg Adalbert Wilhelm von Goerne (1819–1889) und seiner Frau Mathilde Ernestine Luise Emilie Tosca (Toska) Ida (1845–1929), Tochter von August Bernhard Rochus von Rochow (1810–1878).
In der Armee wurde Wilhelm von Goerne als Secondeleutnant (Beförderung 15. Januar 1889) 1895 als Adjutant des II. Bataillons im 1. Garde-Regiment zu Fuß eingesetzt. Erst erfolgte am 30. Mai 1896 seine Beförderung zum Oberleutnant und dann am 12. September 1902 zum Hauptmann. 1905 war er Kompaniechef im Regiment. 1911 wechselte er von hier als Major (Beförderung 20. März 1911) zur 1. Garde-Division und wurde dort ebenfalls Adjutant. 
Von Anfang 1915 war er mit einer Unterbrechung im April 1915 bis 20. Juni 1915 Kommandeur des Infanterie-Regiments 25. Später wurde er als bisheriger Führer des I. Bataillons des 1. Garde-Regiments zu Fuß Kommandeur der Reserve-Infanterieregiments 261 bei der 79. Reserve-Division. Am 22. März 1916 wurde er zum Oberstleutnant befördert. Mit dieser nahm er im April 1917 an der Frühjahrsschlacht bei Arras teil und konnte sich auszeichnen. Hierfür erhielt er am 20. Mai 1917 das Pour le Mérite verliehen. In gleicher Position führte er im August 1918 das Regiment in der Abwehrschlacht zwischen Somme und Oise und erhielt am 30. August 1918 nun als Oberst das Eichenlaub zum Pour le Mérite. 1919 wurde im Militär-Wochenblatt ein Aufruf von von Goerne abgedruckt, welcher als Führer des Detachments Czersk im Grenzschutz Ost für die Meldung von Freiwilligen aufrief.
Zum Jubiläum der Tannenbergschlacht wurde Goerne am 27. August 1939 der Charakter Generalmajor verliehen.
Am 5. Juni 1893 heiratete er in Potsdam Frieda Dorothe Auguste Rabe von Pappenheim (1870–1945), Tochter des Generalmajors Gottfried August Maximilian Rabe von Pappenheim (1842–1874) und seiner Frau Gertrude, geb. von Goßler (1847–1888). Ihr gemeinsamer Sohn Eberhard Georg (* 1897) wurde 1940 in der Tötungsanstalt Grafeneck im Rahmen des NS-Euthanasieprogramms vergast. Wilhelm von Goerne wurde mitgeteilt, dass sein Sohn an einer Mittelohrentzündung gestorben sei.
Goerne war Reichsritter des Johanniterordens.

## Ehrungen (Auswahl)
Bis 1911 hatte er
- den Roten Adlerorden 4. Klasse mit der königlichen Krone,
- das Ritterkreuz 1. Klasse des Herzoglich Sachsen-Ernestinischen Hausorden,
- das Offizierkreuz des Königlich belgischen Leopoldsorden,
- den Königlich Großbritannischen Viktoria-Orden 4. Klasse,
- das Ritterkreuz des Kaiserlich-Österreichischen Franz-Joseph-Orden,
- das Offizierkreuz des Stern von Rumäniens und
- den Russischen Orden der Heiligen Anna, 3. Klasse

verliehen bekommen.